# HV Eksplosion '71
Eksplosion '71 is een Nederlandse handbalvereniging uit Tegelen, gemeente Venlo.
De vereniging werd statutair opgericht op 26 februari 1971. In het seizoen 2005/06 werkte de club samen met HV Blerick om een eerste herenteam in te schrijven voor de competitie onder de naam Blerick-Eksplosion Combinatie, afgekort BEC, aangezien beide clubs niet voldoende spelers hadden voor een team, maar na één seizoen werd de samenwerking weer stopgezet. In 2012 zocht de vereniging samenwerking met het uit Reuver afkomstige Hercules '81, om een damesteam samen te stellen. Enige tijd later werkte Eksplosion '71 ook met Hercules '81 samen op het gebied van seniorenteams en enkele jeugdteams. Deze teams spelen sindsdien onder de naam Klaverblad Eksplosion'71/Hercules '81.
Vanaf het seizoen 2020/2021 ging Eksplosion '71 deels samenwerken met HV Blerick en HandbaL Venlo onder de naam HC Groot Venlo.